# Poeti della Scuola romana
Per poeti della Scuola romana si intende un gruppo di giovani poeti in contatto con l'Accademia tiberina.

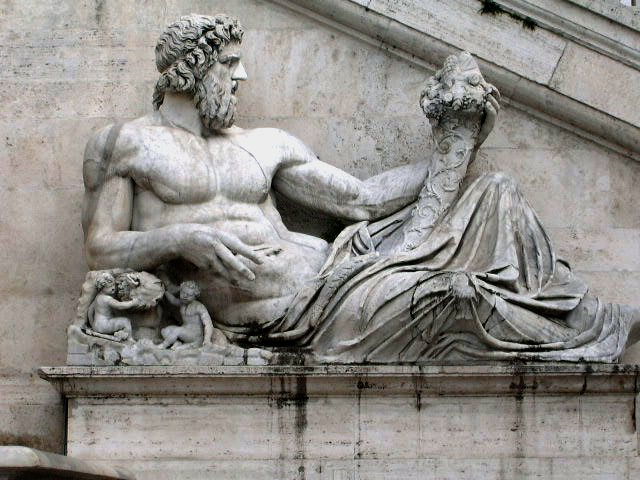
Scultura del Tevere a piazza del Campidoglio.

## Inizio di una storia
Negli anni tra il ritorno a Roma di Pio IX e la Breccia di Porta Pia, un gruppo di giovani poeti forma un proprio Cenacolo all'interno dell'Accademia tiberina. Essi sono influenzati dagli insegnamenti di Eloquenza del gesuita, filologo e umanista Luigi Maria Rezzi (1785-1857). L'Accademia tiberina risiedeva a Palazzo de' Sabini, in Via della Muratte, dove avevano luogo le adunanze informali del lunedì. In quelle riunioni venivano lette, dagli stessi autori, poesie inedite. In mezzo a tanta poltiglia tardo barocca, ogni tanto spuntava qualche verso che arieggiava alla grande tradizione classica greca e latina, al Petrarca, agli Idilli di Leopardi. I soci dell'Accademia tiberina non esprimevano apertamente una netta posizione liberale, quindi erano tollerati dalla sospettosa Gendarmeria Pontificia.

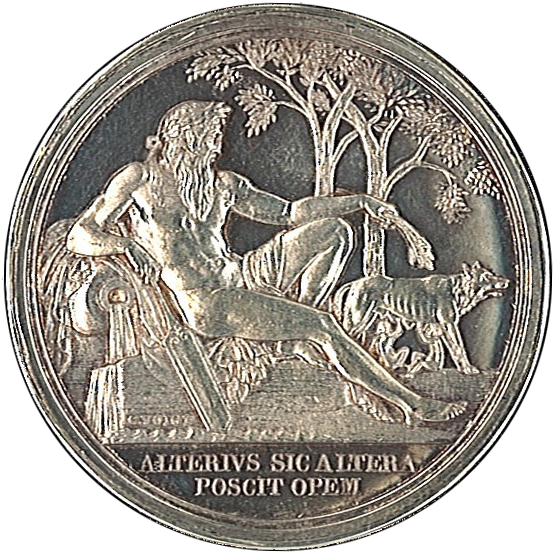
Medaglia d'argento della Pontificia Accademia tiberina

Il Cenacolo dei Poeti della Scuola romana, formato da una ventina di adepti, aveva come propria sede una sala affrescata del caffè Nuovo, a piazza San Lorenzo in Lucina (Palazzo Ruspoli). Figura preminente del Cenacolo era Giovanni Torlonia, secondogenito del duca Marino Torlonia. Erano «non meno di diciannove poeti di tendenze e scuole diverse. Nella sua passione d'armonizzare tutto, egli [Giovanni Torlonia] volle riuniti idealisti e classicisti, nella fiducia che, temperata la nebulosità metafisica degli uni e la gretta sensibilità degli altri, e prendendo il meglio d'ambedue le scuole, potesse scaturire a grado a grado un'arte nazionale o universale, profonda e intima d'idea e di sentimento, nitida, elegante di forma.». Giovanni Torlonia aveva preso contatto nel 1856 con il Cenacolo dei Poeti della Scuola romana, introducendo due suoi amici: Fabio Nannarelli e Paolo Emilio Castagnola.

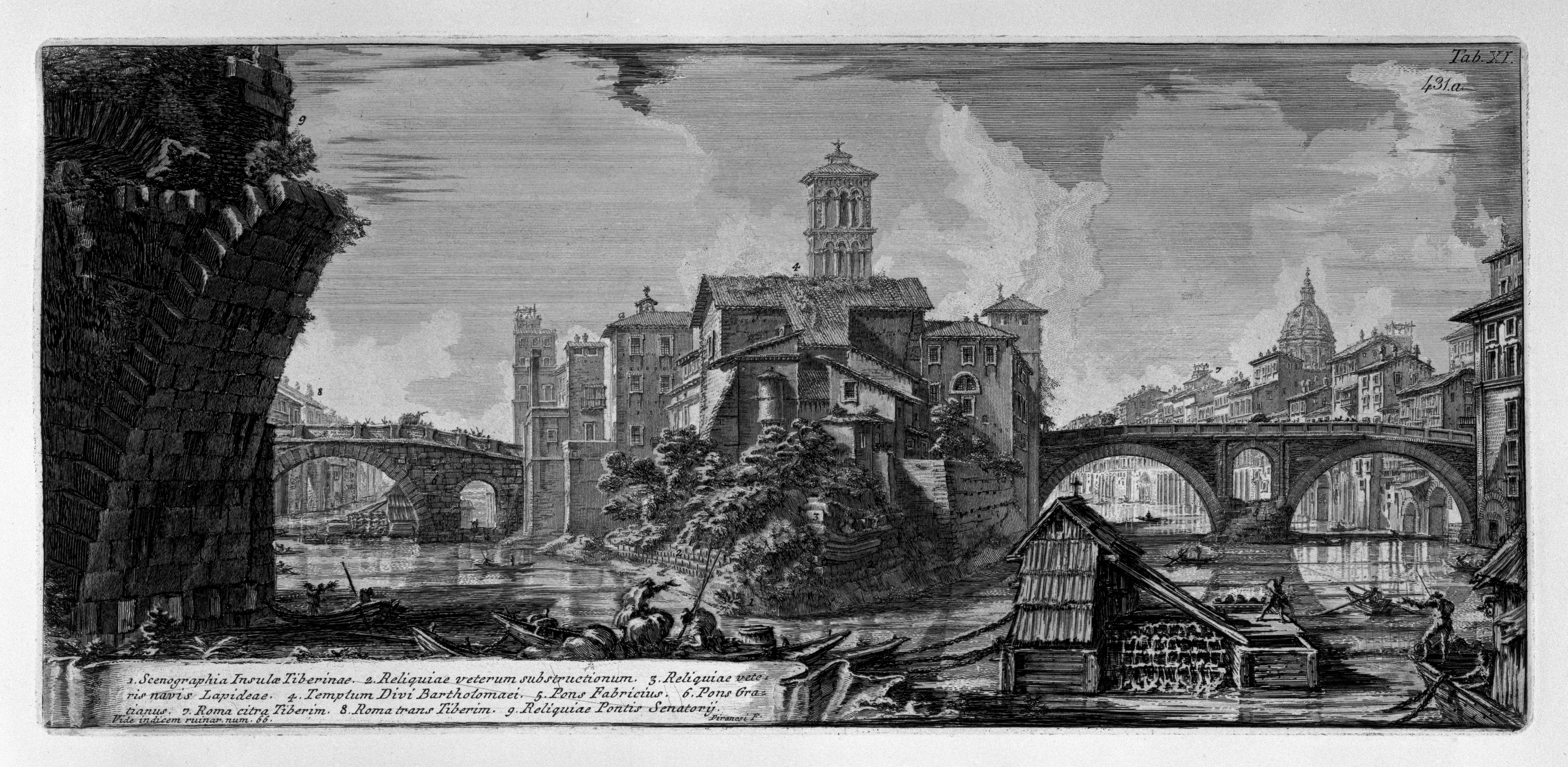
Giovanni Battista Piranesi, Il Tevere

La non vasta produzione poetica dei Poeti della Scuola romana, in parte non scritta e quindi perduta, in parte rimasta ancora manoscritta, si ispirava alla poesia classica antica greco-latina, ai poeti Trecentisti, a Petrarca, a Giacomo Leopardi. La poesia romantica coeva, influenzata da Alessandro Manzoni, era vista con sospetto, anzi come un dispetto alla purezza e armonia, alla luminosità del verso classico. Un testo di riferimento, ancora oggi fondamentale, sui poeti della Scuola romana è l'antologia di Domenico Gnoli, dotata di ricca prefazione e di ampia e puntuale bibliografia.
«Una tristezza stanca pareva velare quasi tutta quella poesia, espressione della forzata inerzia delle energie giovanili. I nostri ideali erano semplici: la morale austera; la religione fuori delle faccende terrene e purificata nel lavacro delle sue origini: con Dante, col Petrarca, col Leopardi gemevamo sull'avvilimento della patria, senza alcuna determinatezza per l'avvenire: l'amore era, con Dante e col Petrarca, un affanno gentile, incontaminato, purificatore.»
A Roma, tipografi e editori facevano orecchio da mercante, quando si trattava di pubblicar poesie che non fossero celebrative di eventi religiosi, come matrimoni battesimi e funerali. L'Album, settimanale di grande eleganza grafica, ospitò saltuariamente qualche sonetto di Giovanni Battista Maccari, di Domenico Gnoli e di Lodovico Parini. Il Buonarroti fu più largo e donò spazio a liriche, a necrologi, a studi critici dei nostri poeti: ma non bastava. Si tentò una strada diversa: a Firenze, Le Monnier si dimostrava interessato ai poeti romani; ma ai sudditi dello Stato Pontificio serviva un nulla osta, per pubblicare all'estero. Poiché c'era di mezzo il duca Giovanni Torlonia, la censura romana chiuse un occhio, tanto più che Nannarelli aveva già pubblicato, nel 1853, con Le Monnier. Il secondo editore fu Barbèra, sempre a Firenze; il terzo editore, presentato dal conterraneo Pietro Codronchi, fu Paolo Galeati di Imola.
Il contatto con questi tre editori esteri fu poi di grande aiuto, per alcuni tra gli adepti al Cenacolo romano: la Nuova Antologia ne accolse interventi critici, poesie, studi storici e Paolo Galeati, tanto per fare un esempio, divenne l'editore di riferimento di Ignazio Ciampi. Nel 1859 i nuovi avvenimenti politici, quindi le notizie che arrivavano dal fronte della guerra irruppero nella stagnante vita culturale romana. Arrivò Pietro Cossa, anticlericale, che come modello aveva Arnaldo da Brescia. I poeti romani si ispiravano anche alle antiche rovine, ai borghi isolati nella campagna romana: si può dire che, da metà Ottocento, prima lì arrivarono i poeti e un pittore innovativo come Giovanni Costa detto Nino, poi i pittori e acquarellisti un po' di maniera come Enrico Coleman e Onorato Carlandi, quindi, all'alba del Novecento, arrivarono in gruppo i XXV della campagna romana: che finivano la giornata in trattoria.

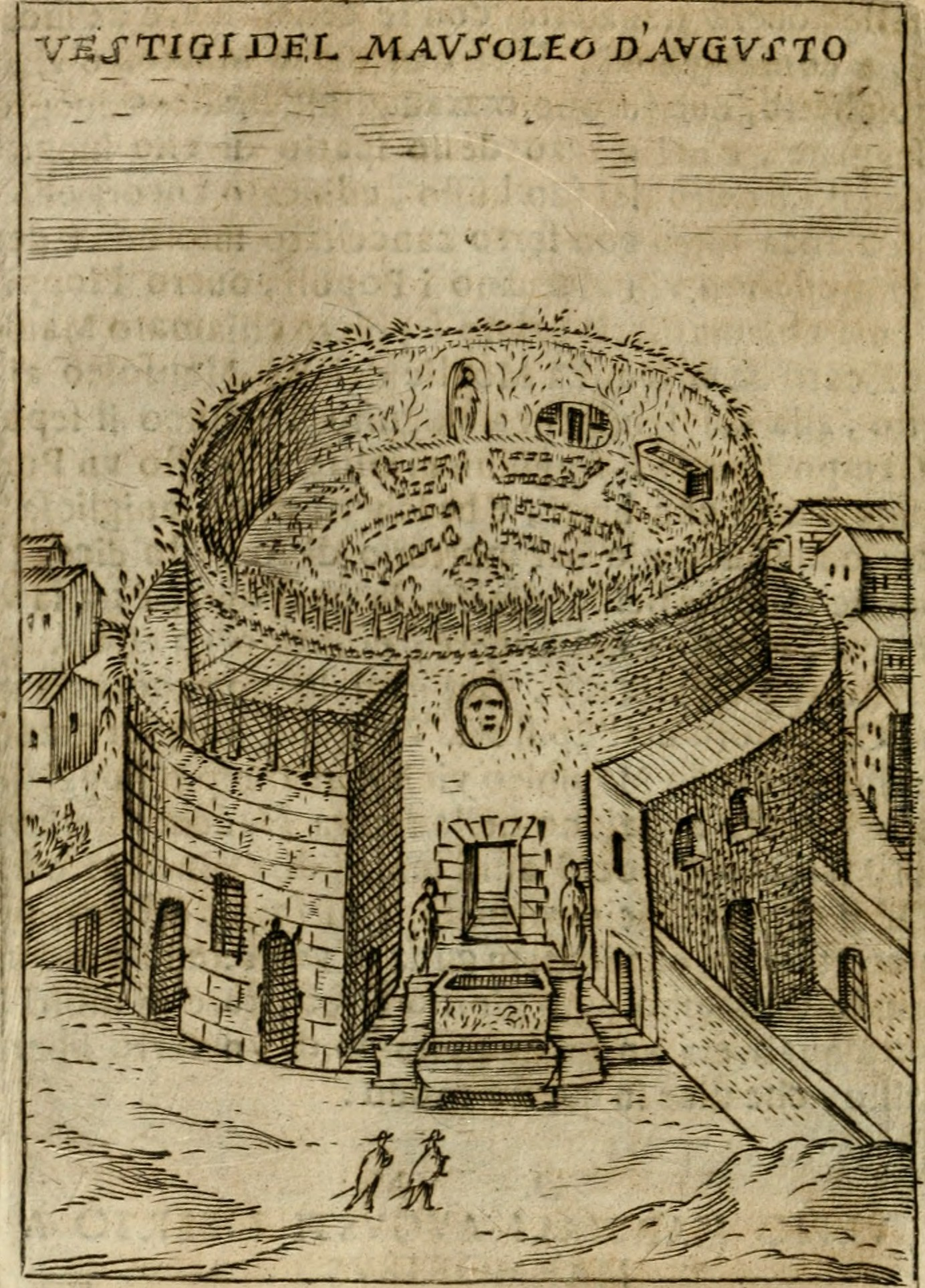
Mausoleo di Augusto

Una raccolta straordinaria di opuscoli, di estratti da riviste, di ritagli di giornale con liriche e saggi dei poeti romani - inviati come omaggio a Giosuè Carducci - si conserva a Bologna, nella Biblioteca di Casa Carducci.
Il Cenacolo dei poeti fu decimato da lutti: morirono di malattia: nel 1857 Elena Gnoli, nel 1858 don Giovanni Torlonia, nel 1867 Giuseppe Maccari, nel 1868 Giovanni Battista Maccari, nel 1869 Lodovico Parini, a soli 38 anni (credeva di essere imparentato con Giuseppe Parini). Nel 1861 Luigi Lezzani si uccise con un colpo di pistola. Anche Falzacappa, che allietava i commensali con versi all'improvviso, morì suicida.
Nel 1871 il Collegio Romano mutava nome in Liceo Ennio Quirino Visconti. Domenico Gnoli, dalla sua prima cattedra di Letteratura italiana (un anno prima, questo nome sarebbe stato improponibile) pronunciava il discorso inaugurale dell'anno scolastico. Con gli Italiani erano entrati a Roma nuovi stimoli culturali: il patriottismo dichiarato, il romanticismo, il laicismo. Al caffè Nuovo si vedevano nuovi volti, si udivano altri accenti dialettali. L'atmosfera che aveva generato il Cenacolo dei Poeti della Scuola romana non esisteva più. Il caffè Nuovo mutò nome in caffè d'Italia, poi declinò e chiuse.
Possiamo distinguere i Poeti della Scuola romana in due gruppi. Nel primo gruppo quelli di cui si hanno notizie bio-bibliografiche certe e ampie. Qui sono elencati in ordine alfabetico, con pochi elementi bio-bibliografici e mettendo in risalto i rapporti familiari, di amicizia e di collaborazione che sono una caratteristica della Scuola romana. Nel secondo gruppo si elencano i poeti di cui si sa pochissimo o non si sa proprio nulla, oltre al nome e al cognome e al testo di qualche lirica. Per alcuni poeti, il contatto con il Cenacolo della Scuola romana fu episodico.

### Poeti della Scuola romana (primo gruppo)

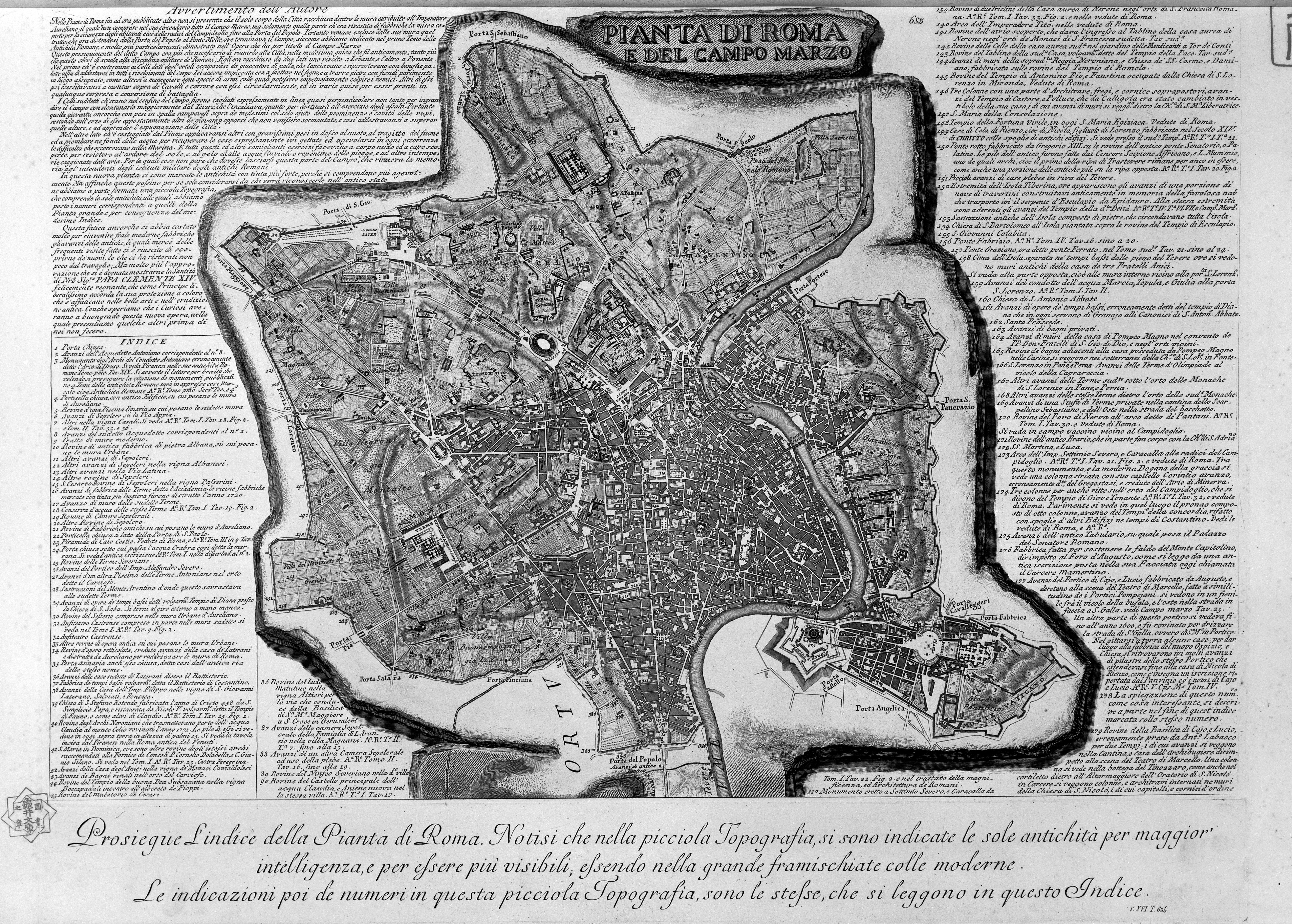
Giovanni Battista Piranesi, Pianta di Roma

- Giuseppe Bustelli (Civitavecchia, 1832–Viterbo, 1909). Si ispirò a Alfieri. Poesie: Canti nazionali, 1859 e Canti nazionali satire ed altri versi, 1864.
- Augusto Caroselli (Roma, 1833-Roma, 1899). Traduttore e poeta. Amico di Lodovico Parini e di Giovanni Battista Maccari. Imitava le liriche di Petrarca. Versi, 1870.
- Paolo Emilio Castagnola (Roma, 1825–Roma, 1870). Avvocato. Certi accenti macabri, nei suoi Versi, del 1870, sono dovuti alla malattia che lo portò giovane alla tomba. Tenne le pubbliche relazioni: portò al caffè Nuovo Enrico Nencioni e Carducci.
- Ignazio Ciampi (Roma, 1824-Roma, 1880). Laureato in Giurisprudenza a  La Sapienza. Prediligeva la lettura di Carlo Goldoni, di Ludovico Ariosto, di Giuseppe Giusti, di Giacomo Leopardi, di Byron. Si discostò dal purismo del Cenacolo. Pubblicò versi nelle raccolte collettive Strenna Romana, 1858 e 1859. Autore di quattro commedie che furono rappresentate a Roma, al Teatro Corea (Tomba di Augusto)
- Pietro Codronchi (1840-1878).
- Pietro Cossa (Roma, 1830–Livorno, 1881). Autore di poesie e di drammi storici. I suoi versi ricordano gli Idilli di Giacomo Leopardi. Opere: Poesie liriche, 1876. Il suo contatto con i poeti della Scuola romana fu episodico.
- Domenico Gnoli (Roma, 1838-Roma, 1915). I tre fratelli Domenico, Elena e Teresa Gnoli presero il gusto della poesia dal padre, che era stato amico del Belli. Domenico ha pubblicato la prima antologia dei Poeti della Scuola romana, con ricca Introduzione. Opere poetiche del primo periodo: Versi (con pseudonimo Dario Gaddi), 1871 e Gli amori di Volfango Goethe, traduzione di Domenico Gnoli, 1875. Le raccolte Odi tiberine, 1879 e Nuove odi tiberine, 1885, appartengono alla produzione poetica del successivo periodo.
- Elena Gnoli (Roma, 1834-Roma, 1857). Sorella di Domenico e di Teresa. Animo delicato e sensibile. Quasi tutte le sue poesie sono state pubblicate postume.
- Teresa Gnoli (Roma, 1833-Roma, 1886). Sorella maggiore di Domenico e di Elena. Improvvisava versi nello stile di Metastasio. Autrice di poesie celebrative e d'occasione. Era amica delle poetesse Rosa Taddei e Giannina Milli. Ha pubblicato il dramma lirico Torquato Tasso a Sorrento, 1857[3]
- Luigi Lezzani (Roma, 1819-Roma, 1861). Grande traduttore dei lirici greci, Lezzani era il nonno materno di Maria Hardouin di Gallese che sposò Gabriele d'Annunzio. Morì suicida. Opere: Poesie e lettere, 1862.
- Giovanni Battista Maccari (Giambattista) (Frosinone, 1832-Roma, 1868), poeta di facile vena. Nel gruppo dei Poeti della Scuola romana era considerato il più dotato. Si ispirava rigorosamente all'antica lirica greca.  Ha introdotto Domenico Gnoli, sedicenne, all'arte della poesia.
- Giuseppe Maccari (Frosinone, 1840–Roma, 1867). Fratello di Giovanni Battista, fu studioso appassionato di letteratura greca e di Giacomo Leopardi. Con versi semplici e limpidi descrisse paesaggi. Opere: Poesie, 1865 e Poesie e lettere, 1867.
- Basilio Magni (Velletri, 1831-Roma, 1925). Avvocato, fu appassionato di letteratura e di arte. Opere: Sonetti, 1871; Versi, 1882; Romolo: tragedia, 1890; Boezio: tragedia, 1890. La sua partecipazione al gruppo dei poeti della Scuola romana fu occasionale.
- Achille Monti (1821-1879). Pronipote di Vincenzo Monti, ha dato prova di erudizione in saggi, pubblicati su rivista. In poesia si ispirava a Parini e a Orazio.

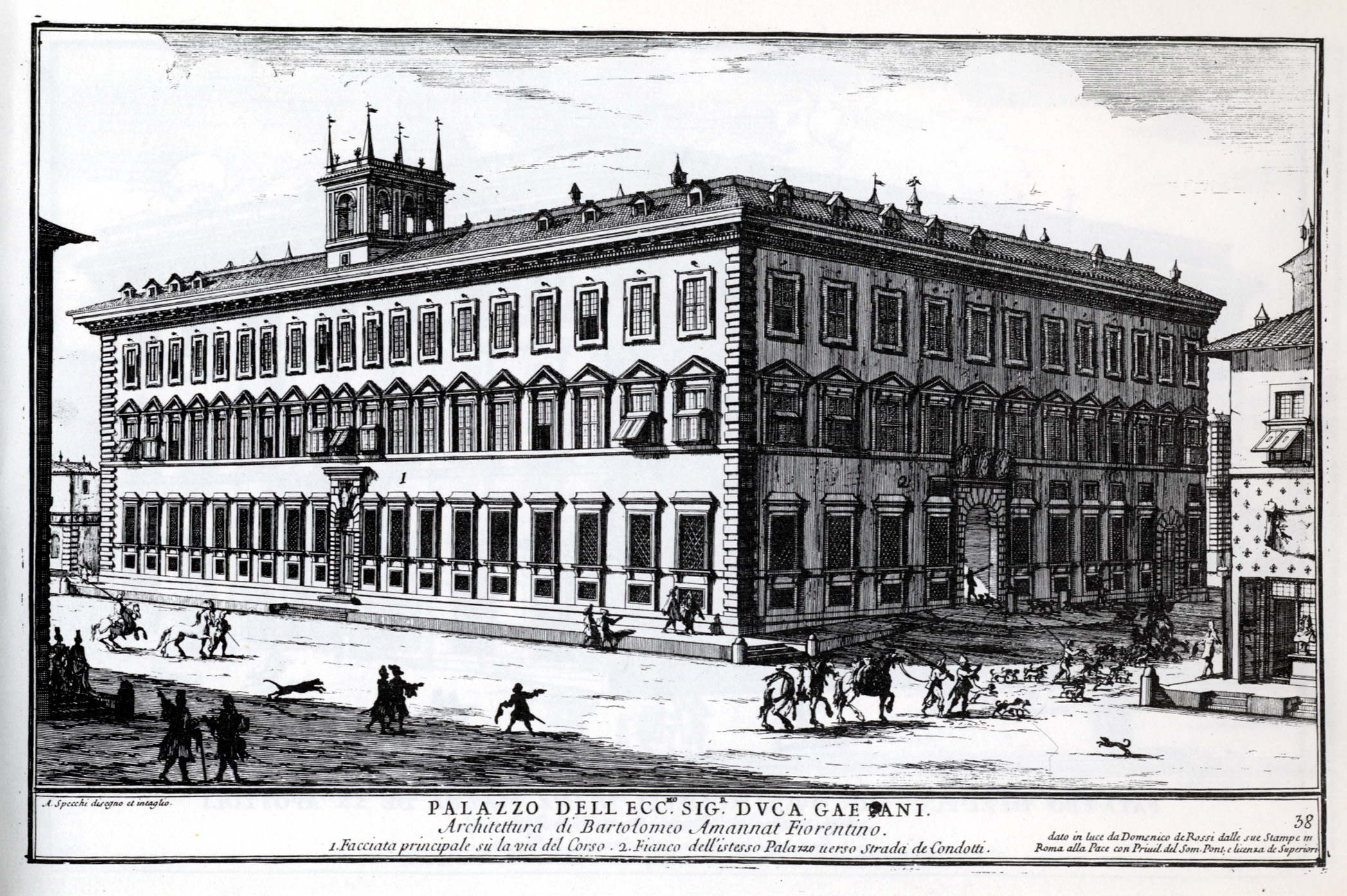
Alessandro Specchi (1668-1729), Palazzo Gaetani, (ora Ruspoli)

- Fabio Nannarelli (Corneto (Tarquinia), 1825-Roma 1894). Opere liriche: Poesie, 1853. Nuove poesie, 1856. Nuove liriche, 1881.
- Ettore Novelli (Velletri, 1822–Roma, 1900). Poeta con accenti satirici e anticlericale, fu stimato da Carducci. Insieme a Domenico Gnoli e a altri studiosi, ha creato la Biblioteca Nazionale Centrale di Roma.
- Biagio Placidi (Sacrofano, 1814-Roma, 1908). Uomo politico, avvocato della Sacra Rota. Durante la Repubblica romana fu segretario del Triunvirato. Scritti: Orazioni, 1896; Il Plebiscito: inno, 1871. La sua partecipazione al gruppo dei poeti della Scuola romana fu occasionale.
- Giovanni Torlonia (Roma, 1831-Roma, 1858). Poeta, filosofo, filantropo, fu allievo di monsignor Carlo Passaglia e socio della Pontificia Accademia di Archeologia. Ha sposato Francesca Ruspoli, da cui ebbe un figlio, Clemente. Raccolse intorno a sé, come «libera accademia per incoraggiamento e emulazione» un gruppo di coetanei «spinti dal comune ideale di ricondurre l'opera poetica agli antichi splendori».[4] Era il Mecenate: invitava i suoi amici poeti a palazzo Torlonia in via dei Condotti, a villa Torlonia sulla Nomentana e nel bosco delle Camene alla tenuta della Caffarella, dove offrì una fragolata alla poetessa all'improvviso Giannina Milli. Amava Tasso e Dante. Opere poetiche: Poesie, 1853. Poesie, 1856.[5]

### Poeti delle Scuola romana (secondo gruppo)
- Gustavo Azzurri,
- Domenico Bonanni,
- Filippo Cagiati,
- Romolo Cagiati,
- Guido Carpegna,
- Luigi Celli,
- Teofilo De Dominicis-Tosti,
- Falzacappa,
- Quirino Leoni,
- Leopoldo Maccari,
- Lodovico Parini e sua moglie Carlotta Marcucci Parini,
- Ferdinando Santini,
- Pietro Taggiasco,
- Gustavo Tirinelli, cugino di Paolo Emilio Castagnola,
- Lorenzina Toti.

### Raccolte collettive di poesie e poesie sparse
- Arti e lettere, a cura di Benvenuto Gasparoni e Achille Monti, uscì a fascicoli, ma con numerazione progressiva delle pagine, dal 10 agosto 1860 al 1 novembre 1865. Era stato negato il nulla osta per essere una vera rivista. Più tardi diventò una vera rivista col titolo: Il Buonarroti . Ha pubblicato poesie e testi in prosa di poeti della Scuola romana.

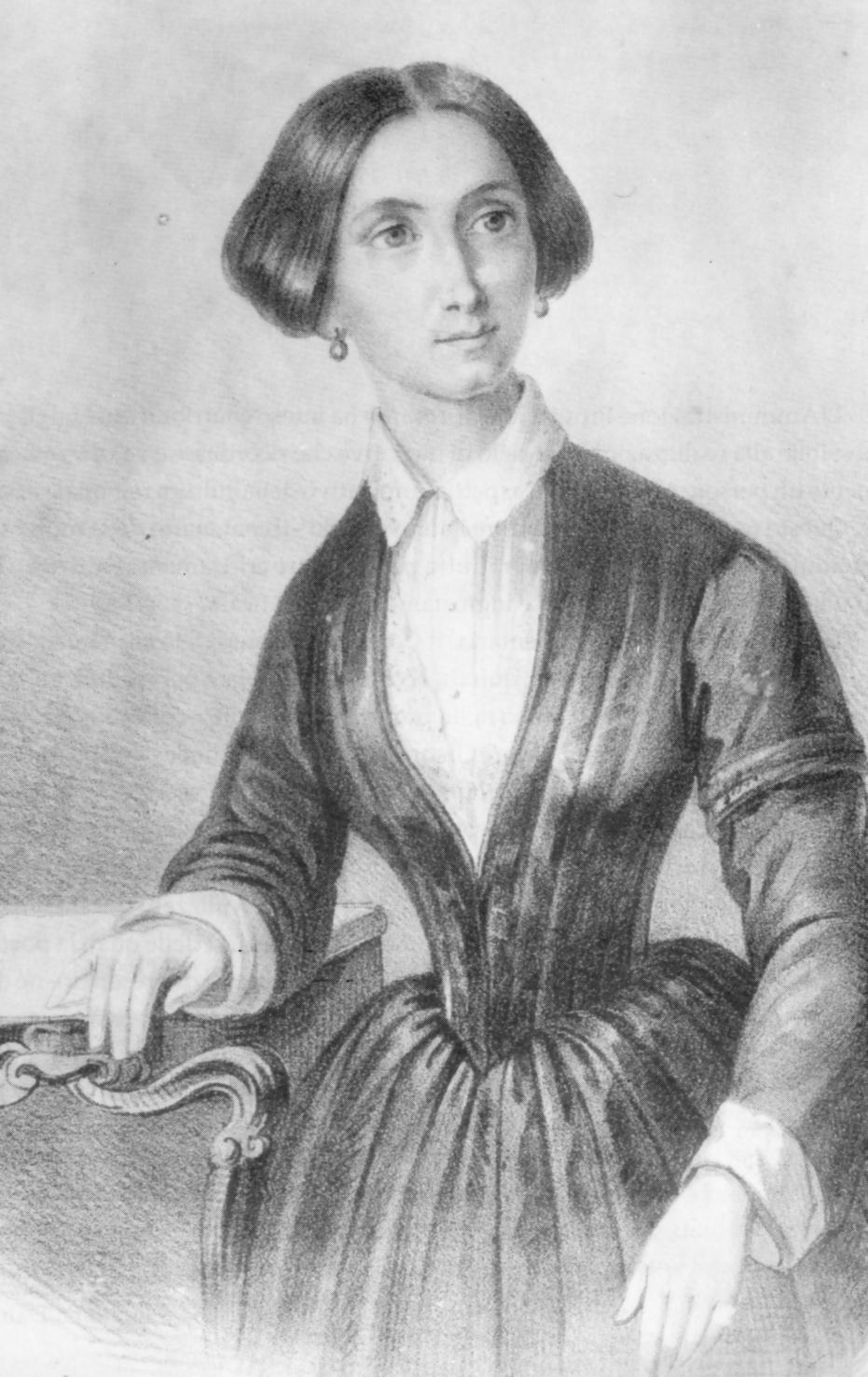
Giannina Milli

- Omaggio a Giannina Milli, Firenze, Le Monnier, 1857. (Teresa Gnoli, Paolo Emilio Castagnola, Fabio Nannarelli, Quirino Leoni, Giovanni Torlonia, Domenico Gnoli)
- I fiori della campagna romana - Strenna poetica, Roma, Salviucci, 1857. (Teresa Gnoli, Giovanni Torlonia, Paolo Emilio Castagnola, Fabio Nannarelli)
- Strenna romana per l'anno 1858, Firenze, Le Monnier, 1858. (Domenico Bonanni, Giuseppe Bustelli, Francesca Cantalamessa-Meyer, Augusto Caroselli, Paolo Emilio Castagnola, Falzacappa, Teresa Gnoli, Domenico Gnoli, Quirino Leoni, Basilio Magni, Achille Monti, Fabio Nannarelli, Ettore Novelli, Paolo Emilio Castagnola, Lodovico Parini, Giovanni Battista Maccari, E. Montecchi Torti, Giovanni Torlonia, Ignazio Ciampi)
- Nel patrio festeggiare il sesto centenario di Dante Alighieri, Firenze, Barbèra, 1865. (Achille Monti, Domenico Gnoli, Augusto Caroselli, Basilio Magni, Pietro Cossa, P. Napoli)
- Per le nozze di Virginia Napoli col cav. F. Saverio Cecchini, Firenze, Barbèra, 1866. (Paolo Emilio Castagnola, Pietro Cossa, Domenico Gnoli, Giovanni Battista Maccari, Giuseppe Maccari, E. Magni, C. Sabattini, F. Napoli, Ignazio Ciampi)
- In morte di Giulia Cagiati, Roma, Salviucci, 1866. (Romolo Cagiati, Gustavo Azzurri, Domenico Bonanni, Paolo Emilio Castagnola, Ignazio Ciampi, Domenico Gnoli, Teresa Gnoli-Gualandi, Giambattista Maccari, Leopoldo Maccari, Basilio Magni, Achille Monti, Biagio Placidi, Francesco Podesti, Pietro Taggiasco, Teofilo De Dominicis-Tosti, Lorenzina Toti, Filippo Cagiati)
- A Nostra Signora del Buon Consiglio il Municipio di Genazzano, Roma, Sininberghi, 1867. (Pietro Codronchi, Paolo Emilio Castagnola, Pietro Cossa, F. Napoli, Ignazio Ciampi, E. Monaci, Achille Monti)
- Poesie per Bettina Alessandretti, Imola, Galeati, 1868. (Giovanni Battista Maccari, Pietro Cossa, Augusto Caroselli, Paolo Emilio Castagnola, Teresa Gnoli-Gualandi, Domenico Gnoli, Basilio Magni, Domenico Bonanni, Achille Monti, Gustavo Tirinelli, E. Monaci, Ignazio Ciampi, Ettore Novelli, P. Codronchi-Torelli)

### Manoscritti
- Roma. Biblioteca Nazionale Centrale Vittorio Emanuele II. Fondo Vittorio Emanuele. Manoscritto 1650. Epoca: 1858-1870. (Contiene 41 componimenti in versi, di 30 autori romani o di area romana, tra cui: Giuseppe Gioachino Belli, Domenico Bonanni, Paolo Bustelli, Augusto Caroselli, Paolo Emilio Castagnola, Luigi Celli, Ignazio Ciampi, Domenico Gnoli, Quirino Leoni, Luigi Lezzani, Giovanni Battista Maccari, Achille Monti, Fabio Nannarelli, Ettore Novelli, Lodovico Parini, Ferdinando Santini).
- Roma. Biblioteca Angelica. Gnoli. Autografi (lettere a Domenico Gnoli e qualche poesia manoscritta).

### Curiosità

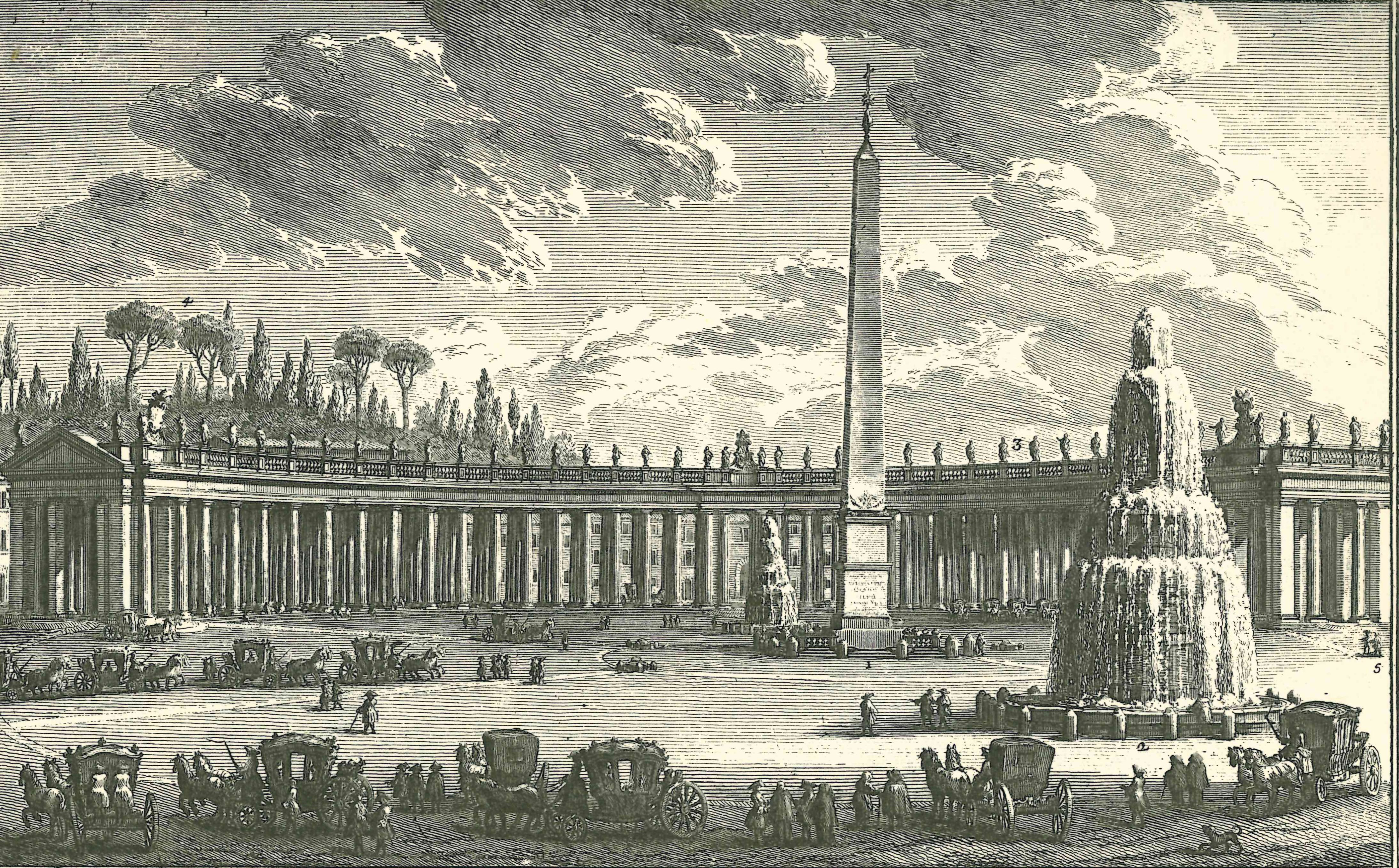
Giuseppe Vasi, Piazza San Pietro

- Arrivò a Roma Carducci che, tra ruderi e memorie, cercava spunti per le Odi barbare. Nelle visite lo accompagnava il Castagnola: si tirò dietro Domenico Gnoli, che aveva vent'anni. Mentre visitavano le Terme di Caracalla si udì il rintocco di una campana. Carducci domandò da dove provenisse quel suono. Gnoli rispose: «Da San Giovanni in Laterano». Nei suoi versi, Carducci si ricordò di quella campana.
- A una presentazione della sua Antologia dei poeti della Scuola romana, Domenico Gnoli lesse alcune poesie. Un ragazzo gli disse: «Non pensavamo che sotto Pio IX si scrivessero poesie così belle!» «Credevate forse - gli rispose Gnoli - che fossimo dei barbari?»